# Distroff
Distroff é uma comuna francesa na região administrativa de Grande Leste, no departamento de Mosela. Estende-se por uma área de 7,93 km². Em 2010 a comuna tinha 1 833 habitantes (densidade: 231,1 hab./km²).